# Matrei am Brenner
Matrei am Brenner (häufig abgekürzt Matrei a. Br.) ist eine Marktgemeinde mit 3556 Einwohnern (Stand 1. Jänner 2024) im Bezirk Innsbruck-Land in Tirol (Österreich). Die Gemeinde liegt im Gerichtsbezirk Innsbruck.
Kulturell, wirtschaftlich und siedlungsmäßig war die (ehemalige) Gemeinde bis Ende 2021 stark mit den Nachbargemeinden Pfons und Mühlbachl verbunden und wurde per 1. Jänner 2022 mit diesen beiden Nachbargemeinden vereinigt.

## Geografie

### Lage
Matrei liegt im nördlichen Teil des Wipptals, etwa 17 km südlich von Innsbruck. Matrei mit seinem geschlossenen Ortskern mit teils reich verzierten Bürger- und Gasthäusern war bis Ende 2021 mit 0,36 km² flächenmäßig die zweitkleinste Gemeinde Österreichs (nach Rattenberg). Nach der Gemeindefusion umfasst die Marktgemeinde 50,93 km²

### Nachbargemeinden
* am Gipfel Ober der Mauer (2520 m, ) treffen mit Trins, Fulpmes und Neustift im Stubaital insgesamt vier Gemeinden zusammen

### Gemeindegliederung
Die Gemeinde umfasst drei Katastralgemeinden (Fläche Stand 31. Dezember 2023):
- Matrei am Brenner (35,75 ha)
- Mühlbachl (2.884,78 ha)
- Pfons (2.172,04 ha)

Sie gliedert sich in zehn Ortschaften (in Klammern Einwohnerzahl Stand 1. Jänner 2024):
- Altstadt (24) (Mühlbachler Anteil)
- Matrei am Brenner (919)
- Matreiwald (61)
- Mühlbachl (61)
- Mützens (381)
- Obfeldes (29)
- Pfons (577) mit Arztal, Gedeir, Oberpfons, Pfons-Zerstreute Häuser, Ried, St. Margaretha, Waldfrieden und Wiesengrund
- Schöfens (620) mit Altstadt (Pfoner Anteil)
- Statz (594)
- Zieglstadl (290)

## Geschichte
Funde der späten Bronzezeit und der Hallstattkultur beweisen eine frühe Besiedelung an einer verkehrsgeografisch wichtigen Stelle. Der Name leitet sich von der römischen Straßenstation Matreium ab, die in der Tabula Peutingeriana verzeichnet ist, und hat wahrscheinlich einen vorrömischen Ursprung. Zahlreiche Urnengräber deuten auf eine größere antike Siedlung hin. 955 wurde ein „locus Matereia“ erstmals urkundlich erwähnt.
Mit dem Namen war ursprünglich ein Wald gemeint (1160: „apud silvam Matereia“). Der Name lässt sich zu lateinisch materia ‚Bauholz‘ stellen. Noch heute gibt es die Flur Matreiwald in Mühlbachl.
In der Zeit der Karolinger wurde in Matrei eine Pfarre errichtet. Diese erstreckte sich einst über das gesamte mittlere und untere Wipptal. 1251 wurde Matrei zum Markt erhoben. 1497 trat der Bischof von Brixen den Markt an Tirol ab, das Marktgericht blieb jedoch bis 1810 bestehen und wurde dann dem Landgericht Steinach einverleibt.
Matrei, ehemals Deutsch-Matrei (in Abgrenzung zu Windisch-Matrei), gehörte lange Zeit zum Besitz der Grafen und Fürsten von Trautson. Der rege Personen- und Warenverkehr über den Brennerpass machte Matrei zu einer wichtigen Station im Fuhrverkehr. Er hörte mit der Eröffnung der Brennerbahn 1867 fast gänzlich auf.
Am 5. Mai 1916 zerstörte ein Großbrand 55 Häuser der Altstadt.
Gegen Ende des Zweiten Weltkrieges wurde Matrei am 22. März 1945 bombardiert, es gab 48 Todesopfer. Die zerstörten Häuserreihen wurden nach dem Krieg in der ortsüblichen Bauweise wiedererrichtet.
Eine Gemeindezusammenlegung der flächenmäßig viel kleineren, ehemaligen Marktgemeinde Matrei am Brenner mit den einfachen Gemeinden Mühlbachl und Pfons wurde durch eine Volksabstimmung 1974 abgelehnt, 2020 mit deutlichen Mehrheiten in allen drei Gemeinden jedoch befürwortet. Die Fusion erfolgte zum 1. Jänner 2022 zu (wiederum) Matrei am Brenner.

## Kultur und Sehenswürdigkeiten

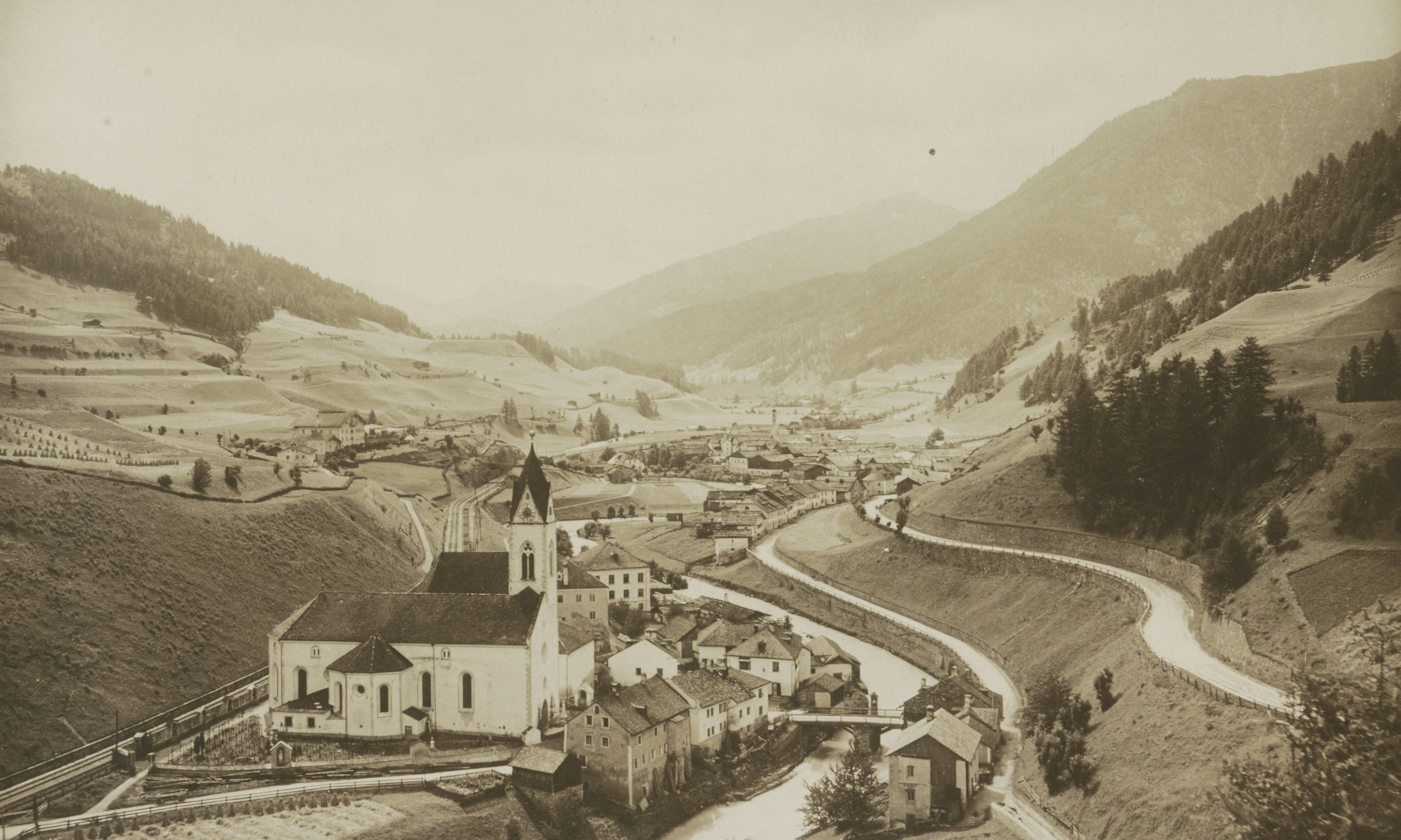
Matrei mit der Pfarrkirche im Vordergrund, zwischen 1870 und 1898

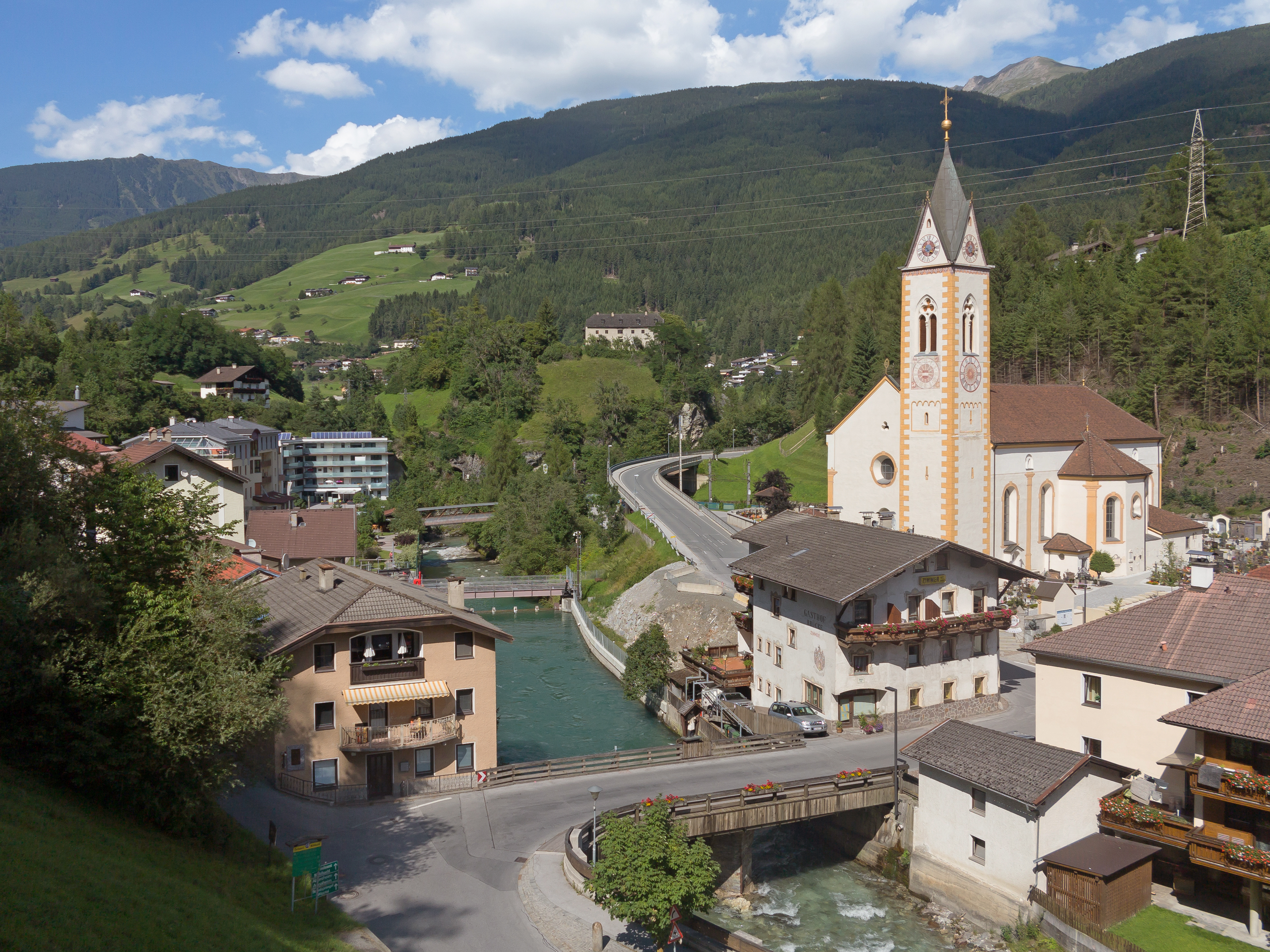
Immer schon mit Matrei verbunden, aber erst seit 2022 Teil der Gemeinde: die Altstadt mit der Pfarrkirche

Siehe auch: Liste der denkmalgeschützten Objekte in Matrei am Brenner-Matrei, Liste der denkmalgeschützten Objekte in Matrei am Brenner-Mühlbachl und Liste der denkmalgeschützten Objekte in Matrei am Brenner-Pfons
Matrei
- Die Matreier Pfarrkirche bzw. „Wallfahrtskirche Unser Herr im Elend“ und die Friedhofskirche hl. Johannes stehen auf der anderen Seite der Sill in der „Altstadt“ (KG Pfons).
- Spitalskirche Heiliger Geist

Mühlbachl
- Auf 1641 m liegen Wallfahrtskirche und Wallfahrtskloster Maria Waldrast. 1429 wurde ein Gotteshaus errichtet und 1621 der Grundstein zu einem Servitenkloster gelegt.[9]
- Die Kapelle Hll. Peter und Paul in Mützens wurde 1236 erwähnt.[9]
- Die Burgruine Matrei (Burg Trautson) steht auf einer das Wipptal sperrenden Hügelkette[9]
- Burg Raspenbühel[9]
- Kraftwerksanlage Brennerwerk: Wasserschloss und Überlauf aus 1899 (Maschinenhaus und Wasserschloss unter Denkmalschutz)[9]

Pfons
- Filialkirche hl. Margareta
- Pfarrkirche Mariä Himmelfahrt, Sitz der Urpfarre Matrei am Brenner
- Friedhofskirche hl. Johannes
- Kapelle hl. Nikolaus in Schöfens
- Kapelle in Gedeir
- Burg Arnholz
- Latschburg

## Tourismus
Die Gemeinde Matrei gehört zum Tourismusverband Wipptal und seinen Seitentälern. Besonders prägend für die Gegend ist das Landschaftsschutzgebiet „Serles – Habicht – Zuckerhütl“. Die Serles, gerne als „Hochaltar Tirols“ bezeichnet, gehört wohl aufgrund ihrer Form zu den bekanntesten und markantesten Berggipfeln rund um Innsbruck. Am Fuße der Serles liegt das höchstgelegene Kloster Mitteleuropas: Maria Waldrast.

### Sommer
Das Erlebnisreich rund um das Kloster Maria Waldrast umfasst ein umfangreiches Wegenetz für Wanderer mit den Themenwegen Quellenweg und Schöpfungsweg. Als Einkehrmöglichkeit gibt es die Ochsenalm sowie den Klostergasthof Maria Waldrast mit großer Sonnenterrasse.

### Winter
Anfang Dezember findet seit 2001 jährlich der „Tiroler Operettenadvent“ in Matrei statt. Neben einem traditionellen Weihnachtsmarkt mit Musik-Gruppen, Hirtenspiel und regionalen Produzenten im Ortskern von Matrei (auch direkt in den Handwerksbetrieben/Gasthöfen) gibt es noch eine musikalische Aufführung im ehemaligen Gemeindesaal von Pfons. Ansonsten gibt es schöne Winterwanderwege und eine 5 km lange beleuchtete Naturrodelbahn bei Maria Waldrast.

## Wirtschaft und Infrastruktur
Von wirtschaftlicher Bedeutung sind Tourismus und Gewerbebetriebe. Die Wasserkraft der Sill wird durch das 1898 errichtete Laufkraftwerk Brennerwerk mit einer Leistung von 7,7 MW genutzt.
Verkehrsmäßig ist der Ort durch die Brenner-Bundesstraße B 182, die Brennerautobahn A 13 und mit einem Bahnhof der Brennerbahn erschlossen. Von Matrei gibt es durch die S-Bahn Tirol (Linien S3 und S4) eine Anbindung an Innsbruck und den Ort Brenner (Südtirol/Italien). Vom Bahnhof in Matrei gibt es Busverbindungen ins Navistal.

## Politik
Nach der Gemeindefusion am 1. Jänner 2022 wurde Franz Markt von der Tiroler Landesregierung als Amtsverwalter eingesetzt. Die erste Gemeinderats- und Bürgermeisterwahl der Fusionsgemeinde fand am 20. März statt. Es wurden 15 Mandatare gewählt.

### Gemeinderat
| Partei                                                                 | 2010             | 2010             | 2010             | 2010             | 2016    | 2016    | 2016    | 2016      | 2022    | 2022    | 2022    | 2022      |
| Partei                                                                 | Stimmen          | Prozent          | Sitze            | Koppelung        | Stimmen | Prozent | Sitze   | Koppelung | Stimmen | Prozent | Sitze   | Koppelung |
| ---------------------------------------------------------------------- | ---------------- | ---------------- | ---------------- | ---------------- | ------- | ------- | ------- | --------- | ------- | ------- | ------- | --------- |
| Team Patrick Geir – die Bürgerliste (TEAM GEIR)                        |                  |                  |                  |                  |         |         |         |           | 686     | 32,15   | 5       | A         |
| Wir für alle Liste Alexander Woertz (WOERTZ)                           |                  |                  |                  |                  |         |         |         |           | 530     | 24,84   | 4       |           |
| Mitanond für Matrei (MFM)                                              |                  |                  |                  |                  |         |         |         |           | 493     | 23,10   | 3       |           |
| DIREGGER THOMAS – Unabhängig und transparent in die Zukunft – FÜR EUCH |                  |                  |                  |                  |         |         |         |           | 308     | 14,43   | 2       |           |
| Mit Erfahrung für Matrei (MEFM)                                        |                  |                  |                  |                  |         |         |         |           | 117     | 5,48    | 1       | A         |
| Liste für Arbeiter, Angestellte und Wirtschaftstreibende               | 253              | 43,18            | 5                | A                | 248     | 43,43   | 5       | A         |         |         |         |           |
| Aktiv für Matrei                                                       | 168              | 30,00            | 3                | –                | 114     | 19,96   | 2       | B         |         |         |         |           |
| Matreier Liste                                                         | 139              | 24,82            | 3                | A                | 092     | 16,11   | 2       | A         |         |         |         |           |
| Unser Matrei-Unsere Zukunft                                            | nicht kandidiert | nicht kandidiert | nicht kandidiert | nicht kandidiert | 117     | 20,49   | 2       | B         |         |         |         |           |
| Wahlbeteiligung                                                        | 76,48 %          | 76,48 %          | 76,48 %          | 76,48 %          | 83,33 % | 83,33 % | 83,33 % | 83,33 %   | 74,40 % | 74,40 % | 74,40 % | 74,40 %   |

Im Herbst 2020 hat die Bevölkerung für eine Gemeindefusion mit Pfons und Mühlbachl votiert.

### Bürgermeister
- 2016–2022 Alfons Rastner (Bürgermeister von Mühlbachl)
- 2016–2022 Alexander Woertz (Bürgermeister von Pfons)
- 2003–2022 Paul Hauser (Bürgermeister von Matrei)[12][13]
- seit 2022 Patrick Geir[14]

### Wappen

Wappen der Vorgängergemeinden
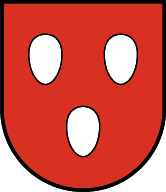
Matrei am Brenner
Mühlbachl
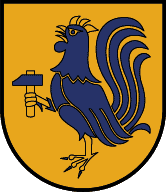
Pfons

Alle Vorgängergemeinden hatten Gemeindewappen, die bei der Gemeindezusammenlegung mit 1. Jänner 2022 ihre offizielle Gültigkeit verloren. Das Marktwappen von Matrei zeigte bisher in einem roten Schild drei silberne Eier. Es wurde erstmals 1578 als Marktsiegel verwendet. Traditionell wird es als sprechendes Wappen gedeutet und auf die im Ortsnamen enthaltenen Wörter „drei“ und „Ei“ zurückgeführt. Die genaue Bedeutung ist unbekannt.
Das derzeitige Gemeindewappen wurde am 6. November 2022 durch den Tiroler Landeshauptmann Anton Mattle verliehen. Eine entsprechende Verordnung der Tiroler Landesregierung stammt vom 15. August 2022. Es handelt sich um eine Kombination der bisherigen Gemeindewappen von Matrei, Mühlbachl und Pfons im erniedrigten Deichselschnitt.

## Persönlichkeiten

### Ehrenbürger der Gemeinde
- Franz Kolb (1886–1959), katholischer Geistlicher und Politiker (CSP, VF)

### Söhne und Töchter der Gemeinde
- Otto Jäger († 1385), Abt von Kloster Ebrach (1349–1385)
- Josef Eisenstecken (1779–1827), Tiroler Freiheitskämpfer und k.k. Major
- Joseph Rapp (1780–1865), Jurist, Verwaltungsbeamter, Politiker und Historiker
- Johannes Schuler (1800–1859), Schriftsteller, Universitätsprofessor, Beamter und Politiker
- Joseph Stolz (1811–1877), Wundarzt und Psychiater in Hall in Tirol
- Michael Stolz (1820–1890), Bildhauer und Zeichner
- Johann Gratz (1849–1915), Landwirt und Politiker in Mühlbachl, Mitglied des Abgeordnetenhauses 1907–1915[18]
- Franz Steiner (1875–1947), Sägewerksbesitzer und Politiker (CSP)
- Hans Buchgschwenter (1898–1985), Bildhauer und Maler
- Josef Rimml (1898–1984), Politiker (SPÖ), Abgeordneter zum Tiroler Landtag 1949–1965[19]
- Alois Brunner (1907–1943), Widerstandskämpfer und NS-Opfer
- Sepp Tanzer (1907–1983), Komponist und langjähriger Kapellmeister der Stadtmusikkapelle Wilten (Innsbruck)
- Paul Aste (1916–1988), Rennrodler und Bobsportler
- Max Bair (1917–2000), Interbrigadist, später Landessekretär der Kommunistischen Partei Österreichs in Tirol
- Bonifaz Madersbacher (1919–2007), Missionsbischof
- Heinrich Isser (1928–2004), Rennrodler und Bobsportler
- Maria Isser (1929–2011), Rennrodel-Weltmeisterin 1957
- Franz Isser (1932–2024), Bobsportler
- Marianne Stöger (* 1934), Lepra-Krankenschwester in Südkorea
- Andreas Hörtnagl (* 1942), Bürgermeister in Gries am Brenner
- Günther Mader (* 1964), österreichischer Skirennläufer
- Alfred Hörtnagl (* 1966), österreichischer Fußballspieler

### Mit der Gemeinde verbundene Persönlichkeiten
- Elisabeth Jenewein (* 1951), Politikerin (SPÖ), Abgeordnete zum Tiroler Landtag 2008–2013[20]
- Lukas Kummer (* 1988), Comiczeichner, Graphic-Novel-Autor und Illustrator